# TIROS 8
TIROS 8 (ang. Television Infrared Observational Satellite; Satelita obserwacji telewizyjnych i podczerwonych) – amerykański satelita meteorologiczny. Przesłał 102 463 zdjęcia pokrywy chmur. Jako pierwszy w serii TIROS wyposażony w system automatycznej transmisji obrazów (APT). System pozwalał przesyłać w czasie rzeczywistym zdjęcia pokrywy chmur do każdej odpowiednio wyposażonej stacji naziemnej. W eksperymentalnym użyciu APT wzięło udział 47 stacji naziemnych. Eksperyment zakończono w kwietniu 1964, po uszkodzeniu kamery. Główna kamera telewizyjna statku działała do 12 lutego 1966. Od tej pory używano go w celach inżynieryjnych. Satelitę definitywnie wyłączono 1 lipca 1967. 
TIROS 8 pozostaje na orbicie, której trwałość szacuje się na 80 lat.

## Budowa i działanie

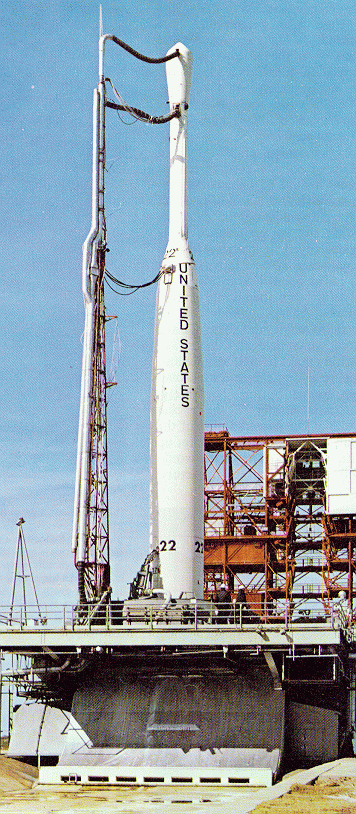
Rakieta Thor Delta B z satelitą TIROS 8

Statek został opracowany przez Goddard Space Flight Center, część NASA, oraz firmy: Radio Corporation of America (RCA), Astro Electronic Division (dzisiejszy Lockheed Martin). Szkielet satelity wykonano z aluminium i stali nierdzewnej. Kadłub miał kształt graniastosłupa o podstawie osiemnastokątnej. Pokrycie statku stanowiło ponad 9260 ogniw słonecznych, każde o wymiarach 1×2 cm. Gromadziły energię w 21 akumulatorach NiCd.
Na obwodzie spodu statku zamontowano pięć stałopędnych silniczków nadających satelicie ruch obrotowy o prędkości od 8 do 12 obrotów na minutę. Oś obrotu statku mogła być kontrolowana z dokładnością 1, 2 stopni. Służył do tego magnetyczny system kontroli położenia. Jego układem wykonawczym było 250 przewodów owijających statek po obwodzie. Konieczny dla kontroli pozycji moment obrotowy wytwarzała interakcja ziemskiego pola magnetycznego z polem magnetycznym (prądem) zaindukowanym w statku. Nowym elementem był podczerwony czujnik horyzontu.
Do łączności z Ziemią używano pojedynczej anteny monopolowej. Umieszczona była na szczycie statku. Dwie anteny dipolowe (4 pręty wystające  ze spodu statku) służyły do nadawania telemetrii (częstotliwość 235 MHz; moc 2 W). Kamery wyzwalały się automatycznie po wejściu Ziemi w pole widzenia. Zdjęcia były przesyłane bezpośrednio na Ziemię lub nagrywane na rejestratorze, mieszczącym do 32 obrazów. Nadawanie sekwencji 32 obrazów trwało 100 sekund. Odbywało się przez 3 W nadajnik FM, na częstotliwości 237 MHz.

## Ładunek

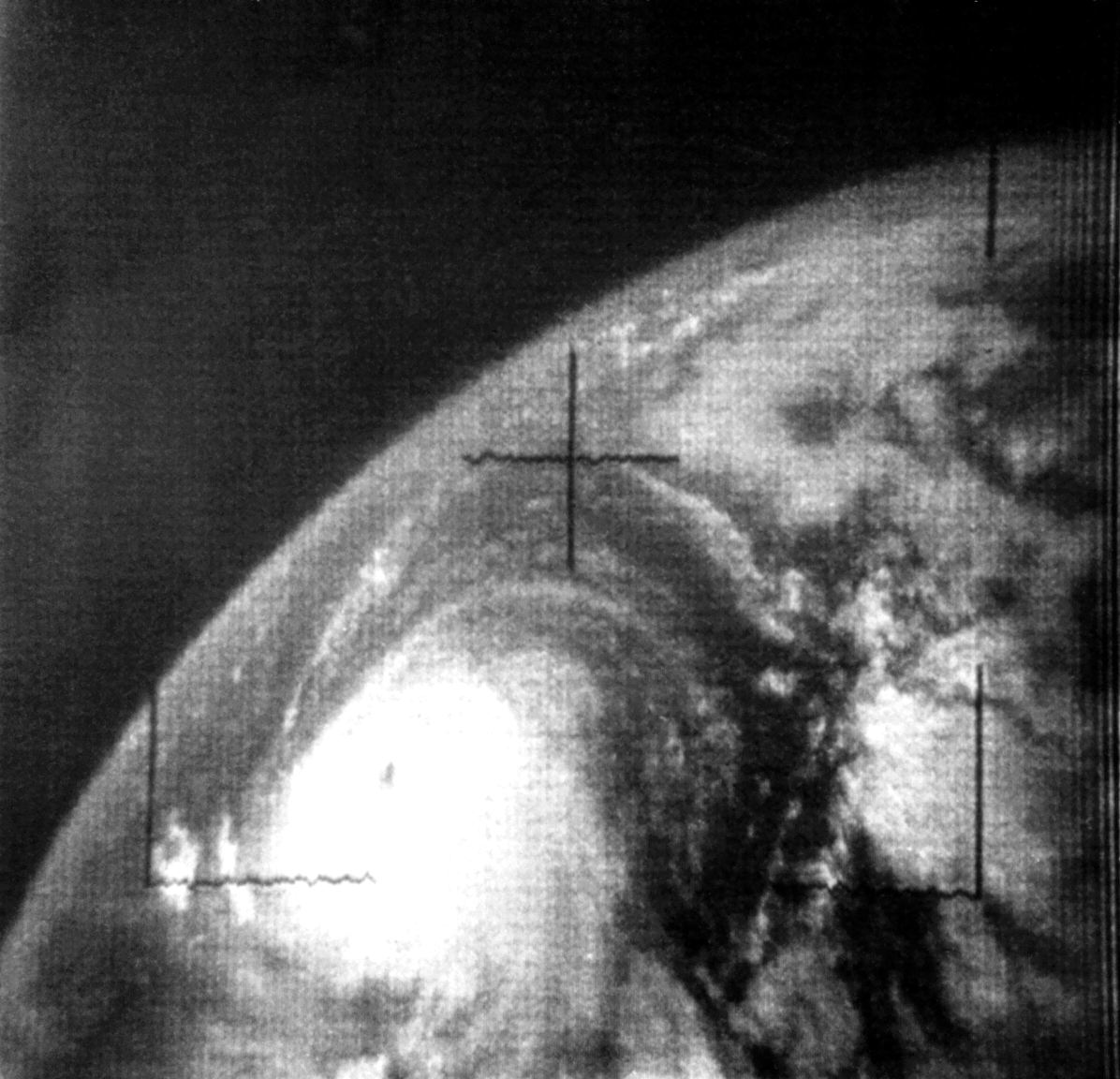
Huragan „Betsy” nad Zatoką Meksykańską. Zdjęcie wykonane przez TIROS-a 8

- System telewizyjny

Statek wyposażono w pojedynczą szerokokątną kamerę telewizyjną typu Vidicon (500 linii, obiektyw 1,27 cm) o polu widzenia 104°. Wykonane zdjęcia był przesyłane od razu na Ziemię lub magazynowane w jednym z dwóch rejestratorów taśmowych (o pojemności 32 obrazów) do późniejszego przesłania nadajnikiem niezależnym od systemu APT. Podobnie jak w tym ostatnim, oś optyczna kamery była równoległa do osi obrotu satelity. Migawka kamery była wyzwalana automatycznie, gdy tylko w jej polu widzenia znalazła się Ziemia. Pojedyncza ramka była przesyłana przez 100 sekund poprzez nadajnik FM o mocy 2 W pracujący na częstotliwości 235 MHz. Obejmowała ona obszar 1200×1200 km, z rozdzielczością 2,5÷3 km w nadirze. Kamera obejmowała zasięgiem pracy obszar między 65. równoleżnikiem szerokości geograficznej północnej i południowej. Eksperyment pracował normalnie do 31 sierpnia 1965. Po tym czasie, do 12 lutego 1966, był używany tylko do uzupełnienia materiału zdjęciowego zebranego przez inne satelity tej serii. Między lutym a 1 lipca użytkowano go tylko do celów inżynieryjnych.
- Automatic Picture Transfer (masa 10,1 kg; zużycie energii 40 W)

Niezależny zestaw kamery TV i nadajnika stworzony do przetestowania możliwości przesyłania w czasie rzeczywistym aktualnych dziennych obrazów pokrywy chmur do stacji naziemnych. Kamera typu Vidicon miała obiektyw o średnicy 2,54 cm (f/1,8), kąt widzenia 108°, ogniskową 5,7 mm. Oś optyczna kamery była równoległa do osi obrotu satelity. Zamontowano ją na „spodzie” statku. Zebranie pojedynczej klatki trwało 8 sekund, a jej przesłanie 200 sekund. W tym celu użytkowano 5 W nadajnik pracujący na częstotliwości 136,95 MHz, który przesyłał obraz do lokalnej stacji naziemnej. Pojedyncza klatka obejmowała obszar około 1200×1200 km, z rozdzielczością 7,5 km w nadirze. Eksperyment pracował normalnie aż do degradacji kamery. APT potwierdziło możliwość przesyłania lokalnych zdjęć meteorologicznych w czasie rzeczywistym za pomocą stosunkowo niedrogiego sprzętu telewizyjnego i łącznościowego. Przewidywany czas działania eksperymentu wynosił 90 dni. Przesyłane zdjęcia nie były przeznaczone do dystrybucji.